# Tồn tại
Sự tồn tại thường được định nghĩa như một thế giới, nơi mà con người nhận thức hoặc ý thức được, cái vẫn diễn ra khách quan độc lập với sự hiện diện của con người. Nó cũng là một từ đồng nghĩa với cụm từ "mọi thứ", hoặc "tất cả mọi thứ" cái mà hầu hết mọi người đều tin vào.
Bản thể luận là môn khoa học nghiên cứu về bản chất của con người, sự tồn tại hay thực tế nói chung, theo truyền thống, được phân loại vào một nhánh lớn của triết học là siêu hình học, trả lời các câu hỏi liên quan đến thực thể tồn tại hoặc có thể được cho là tồn tại.